# あわじ型掃海艦
あわじ型掃海艦（あわじがた そうかいかん、英語: Awaji-class minesweeper）は海上自衛隊が既存掃海艦の減勢と新型機雷に対応するために取得中の掃海艦（Mine Sweeper Ocean, MSO）の艦級。

## 概要
あわじ型は、やえやま型掃海艦の後継で、海上自衛隊の艦艇のうち、えのしま型に続く繊維強化プラスチック（FRP）製艦艇となる。機雷には磁気反応型が多いため、機雷を処分する掃海艦艇の船体では金属の使用を避ける必要があり、木造製が多かった。あわじ型はFRP製にしたことにより、前型の木造のやえやま型とほぼ同寸法でありながら、基準排水量が3割低減し、船体が長寿命化されている。平成25年度（2013年度）政府予算案の概算要求のイメージ図ではステルス性の向上が行われていたが、翌26年度（2014年度）の概算要求では、えのしま型を大型化した艦容となっている。
FRP船としては世界最大級である。大型FRP船の建造技術・設備を持つジャパンマリンユナイテッド（JMU）が2021年3月16日、3番艦「えたじま」を海上自衛隊に引き渡した。防衛省・海上自衛隊は2020年度予算に、えたじまに続くあわじ型４番艦の建造費126億円を計上した。

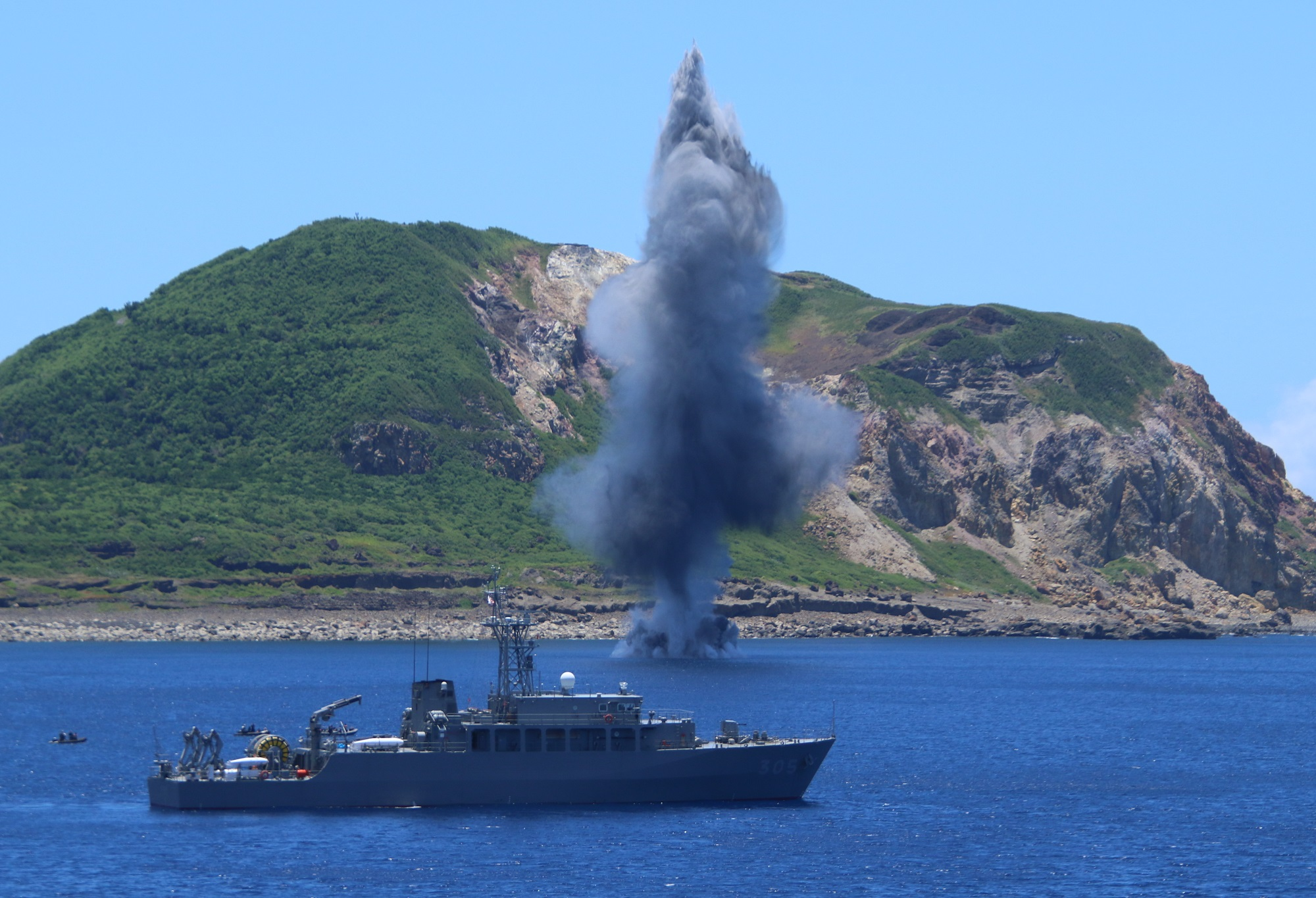
実機雷処分訓練における「ひらど」

## 装備
航路に敷設された機雷を探知するUUVとしてウッズホール海洋研究所製のリーマス600が導入され、これが装備するクライン3500サイドスキャン・ソナーにより機雷を探知する。なお、海自はリーマス600の浅深度型であるリーマス100を既に導入している。なおリーマス600は2番艦までに搭載されたタイプは水中無人機OZZ-2、3番艦以降に搭載されたタイプは改良型の機雷捜索用水中無人機(中型）OZZ-4と呼称される。リーマス100も同様に水中無人機OZZ-1、改良型を機雷捜索用水中無人機(小型)OZZ-3と呼称される。また3番艦以降には加えて情報収集用ROVOXX-2が新規に搭載される。
水上や浅深度に敷設された機雷には光学式監視装置（レーザー・レーダー）で危害半径外から機雷を判別する。これらの装備は、やえやま型の「はちじょう」に装備され、性能試験が行われた。
またUUVで探知した目標の精密探知には、ひらしま型から装備されているZQS-4機雷探知機を、やえやま型と同様に対潜水艦用の深深度機雷を探知するために、吊り上げ式（VDS）へ変更して装備している。
探知した機雷はドイツのシーフォックスと同様の使い捨てで、光ファイバーにより遠隔操作される低感度高性能爆薬を搭載した爆破能力の高い自走式機雷処分用弾薬（EMD）の自爆で処分される（三井造船開発・製造）。これにより深深度機雷への対応や、ひらしま型等が搭載するS-10水中航走式機雷掃討具のような多機能かつ高価な掃討具を誘爆で失うリスクが無くなる。
なお、これら掃討具とは別に、ひらしま型から装備されている小型係維掃海具1型や感応掃海具1型が装備された。災害派遣の際には、コンテナを搭載するため感応掃海具の一部陸揚げも行われる。
自衛・機雷処分用の20mm機関砲は従来の掃海艇に装備されている手動型のJM61-Mではなく、えのしま型の「はつしま」と同じく、海上保安庁が使用している遠隔操作型のJM61R-MSが装備された。

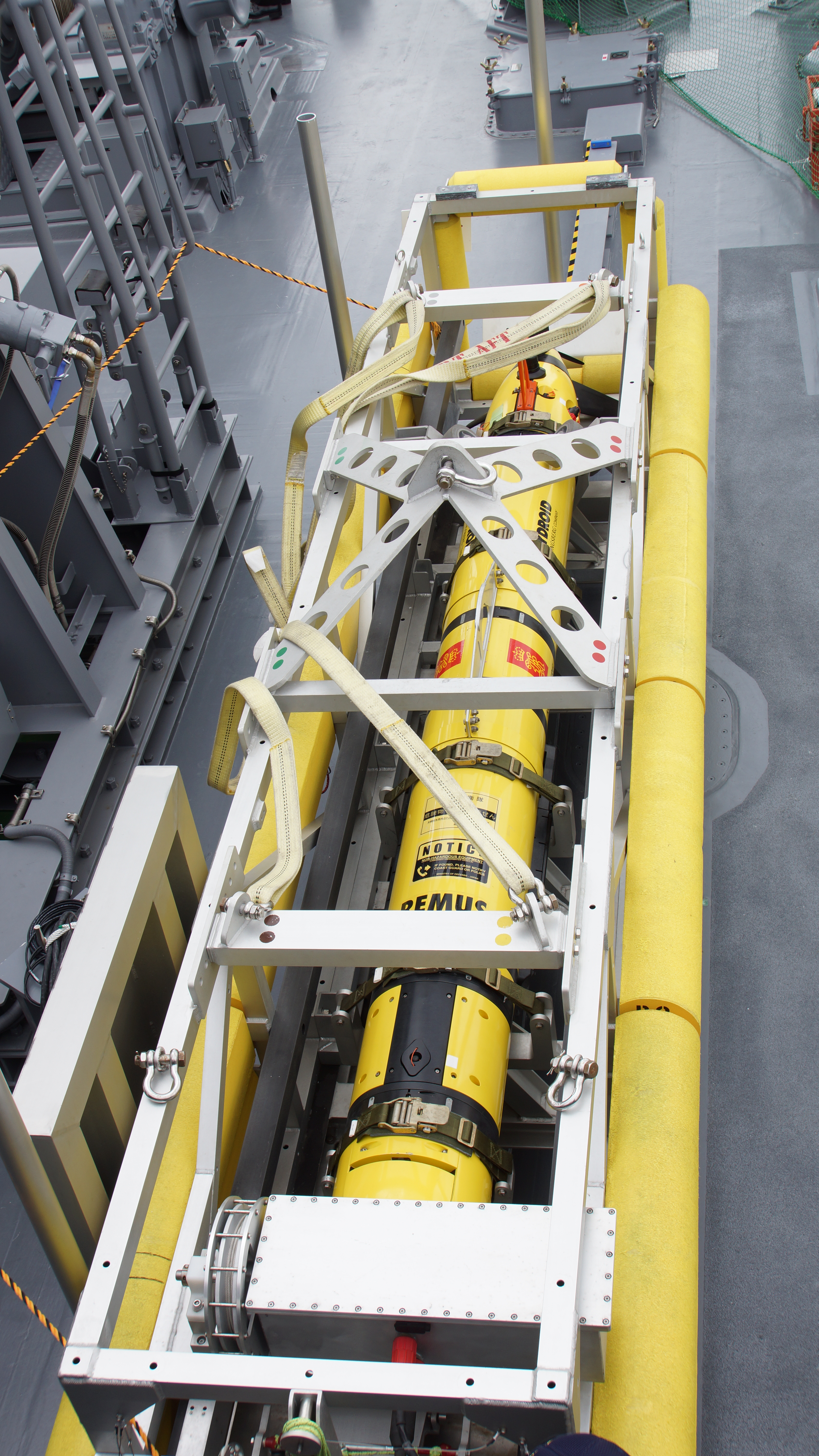
OZZ-2(REMUS 600)
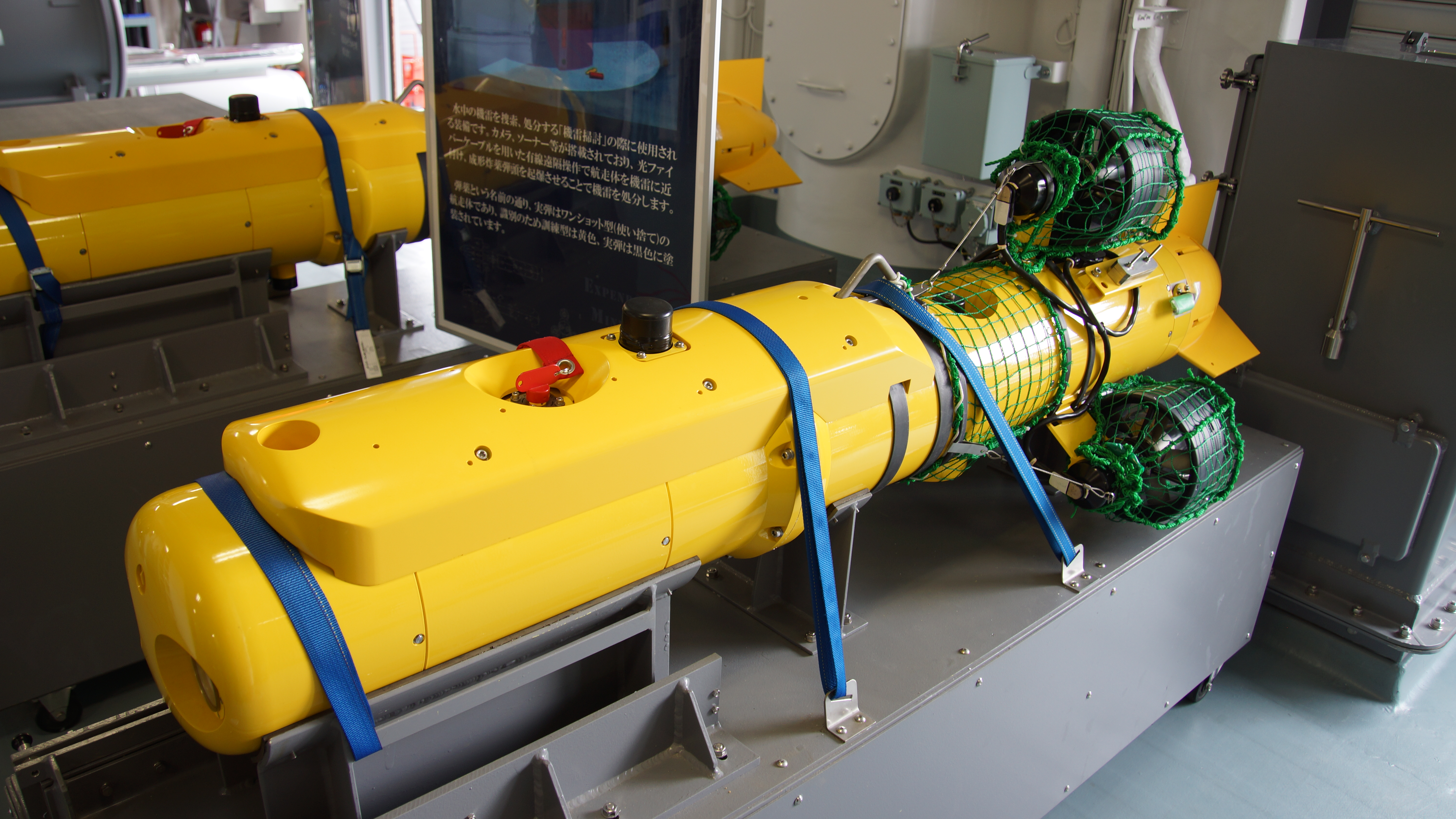
自走式機雷処分用弾薬（EMD）
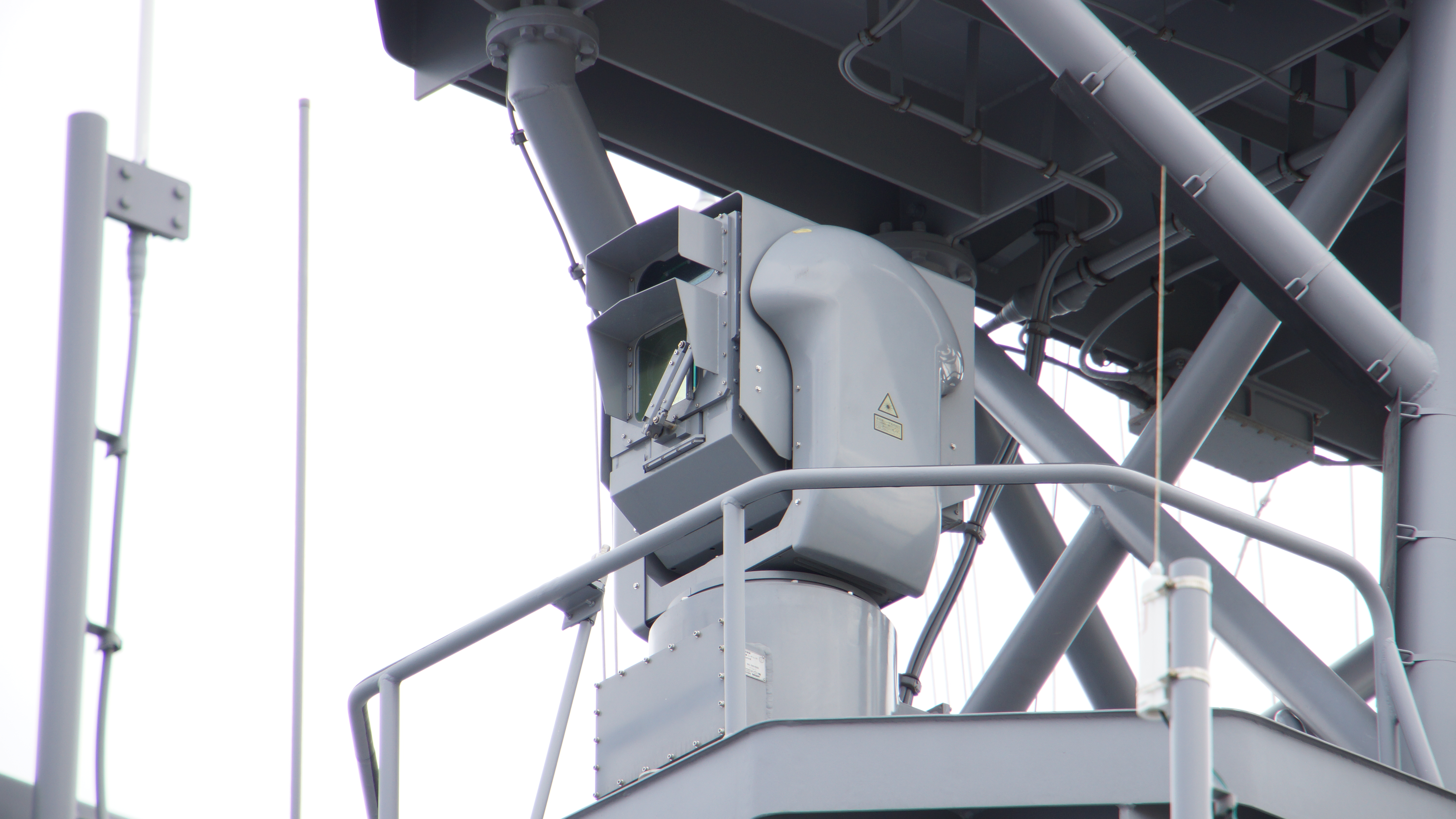
マスト上の光学式監視装置（レーザー・レーダー）
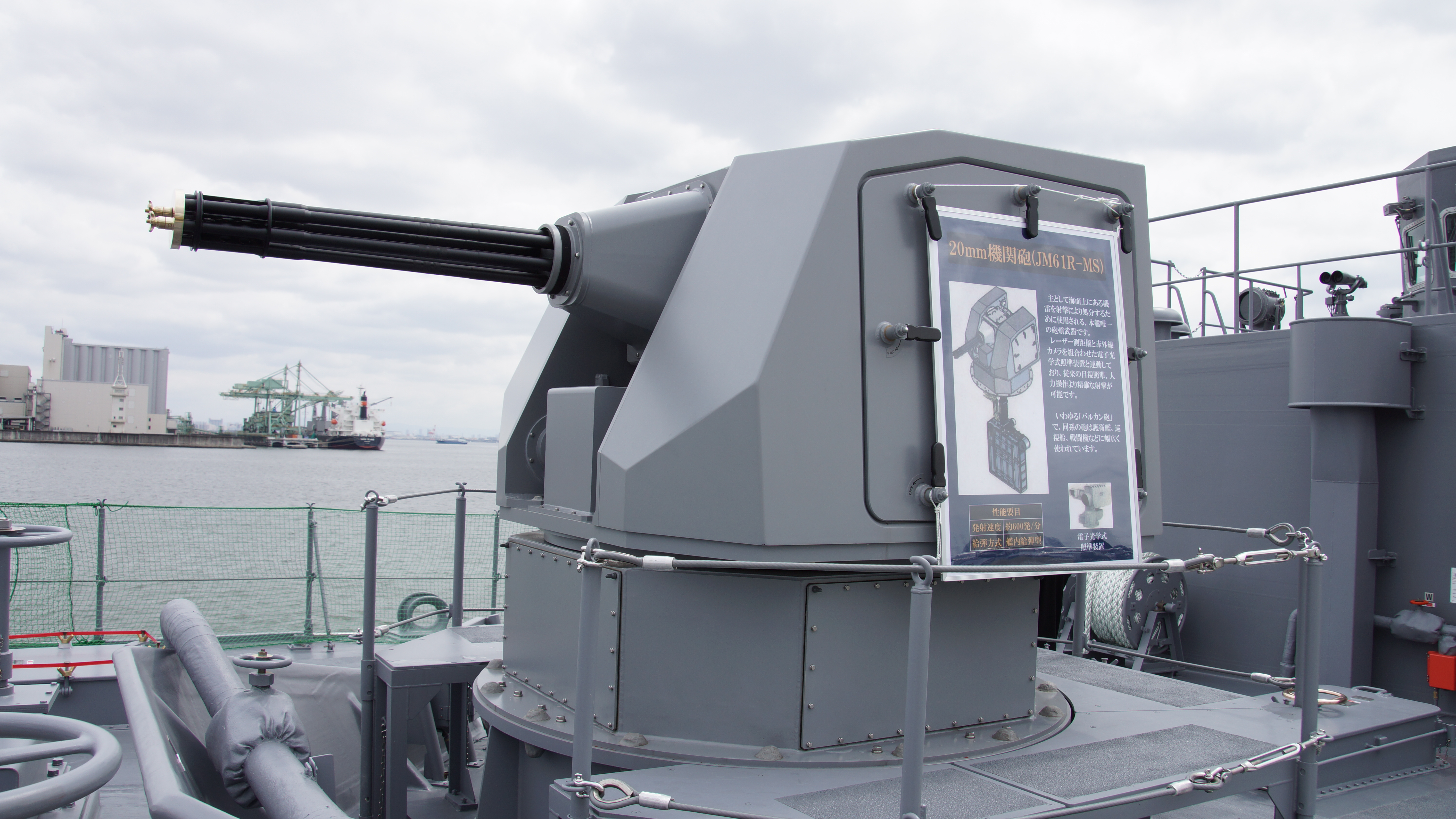
20mm機関砲（JM61R-MS）

## 同型艦
1番艦の「あわじ」（25MSO、183億円）は「やえやま」の代艦として平成25年度（2013年度）に起工、同29年（2017年）3月に就役した。また、2番艦の「ひらど」（26MSO、186億円）は同27年度（2015年度）に起工、2018年3月に就役した。3番艦も発注済みである。
計画建造数は9隻で、令和2年度以降は2年に1隻を建造する予定
| 艦番号  | 艦名                      | 建造                                            | 起工                        | 進水                         | 竣工                        | 所属                              |
| ------- | ------------------------- | ----------------------------------------------- | --------------------------- | ---------------------------- | --------------------------- | --------------------------------- |
| MSO-304 | あわじ                    | ジャパン マリンユナイテッド 横浜事業所 鶴見工場 | 2014年 （平成26年） 2月27日 | 2015年 （平成27年） 10月27日 | 2017年 （平成29年） 3月16日 | 掃海隊群 第1掃海隊 （横須賀基地） |
| MSO-305 | ひらど                    | ジャパン マリンユナイテッド 横浜事業所 鶴見工場 | 2015年 （平成27年） 4月10日 | 2017年 （平成29年） 2月10日  | 2018年 （平成30年） 3月16日 | 掃海隊群 第1掃海隊 （横須賀基地） |
| MSO-306 | えたじま                  | ジャパン マリンユナイテッド 横浜事業所 鶴見工場 | 2018年 （平成30年） 2月22日 | 2019年 （令和元年） 12月12日 | 2021年 （令和3年） 3月16日  | 掃海隊群 第3掃海隊 （呉基地）     |
| MSO-307 | のうみ                    | ジャパン マリンユナイテッド 横浜事業所 鶴見工場 | 2021年 (令和3年) 5月19日    | 2023年 （令和5年） 10月24日  | 2025年 （令和7年） 3月12日  | 掃海隊群 第3掃海隊 （呉基地）     |
| MSO-308 | 令和4年度計画艦 （04MSO） | ジャパン マリンユナイテッド 横浜事業所 鶴見工場 | 2023年 （令和5年） 7月20日  | 2026年 （令和8年） 3月予定   |                             |                                   |
| MSO-309 | 令和6年度計画艦 （06MSO） |                                                 |                             |                              |                             |                                   |